# 莲叶橐吾
莲叶橐吾（学名：Ligularia nelumbifolia）是菊科橐吾属的植物，是中国的特有植物。分布在中国大陆的甘肃、湖北、云南等地，生长于海拔2,350米至3,900米的地区，常生于山坡、林下及高山草地，目前尚未由人工引种栽培。